# Vongshøj
Vongshøj är en kulle i Danmark. Den ligger i Region Syddanmark, i den sydvästra delen av landet. Toppen på Vongshøj är 63 meter över havet.
Närmaste större samhälle är Løgumkloster, 4,2 km sydost om Vongshøj. Trakten runt Vongshøj består till största delen av jordbruksmark.